# Epsilon Lupi
Epsilon Lupi (ε Lupi, förkortad Epsilon Lup, ε Lup), som är stjärnans Bayer-beteckning, är en multipelstjärna i mellersta delen av stjärnbilden Vargen. Den har en magnitud som varierar 3,41 och är synlig för blotta ögat där ljusföroreningar ej förekommer. Baserat på parallaxmätning inom Hipparcosuppdraget på ca 6,4 mas, beräknas den befinna sig på ett avstånd av ca 510 ljusår (160 parsek) från solen.

## Egenskaper
Primärstjärnan Epsilon Lupi Aa är en blå till vit underjättestjärna av spektralklass B3 IV. Den har en massa som är 13,2 gånger solens massa, en radie som är ca 4,7 gånger solens radie och avger ca 3 200 gånger mer energi än solen från dess fotosfär vid en effektiv temperatur på ca 19 300 K.
Epsilon Lupi är vad astronomer betecknar som en dubbelsidig spektroskopisk dubbelstjärna. När spektret undersöks kan absorptionslinjernas egenskaper hos båda stjärnorna ses. Som en följd av Dopplereffekten skiftar dessa linjer fram och tillbaka i den takt som de två stjärnorna cirkulerar kring varandra. Detta gör att vissa av deras egenskaper kan härledas, även om de enskilda stjärnorna inte har upplösts med ett teleskop. Paret delar en snäv, elliptisk bana med en period på 4,55970 dygn och med en excentricitet på 0,277, vilket innebär att åtskillnaden vid den minsta separationen eller periaps är endast 57 procent av avståndet vid deras största separation eller apoapsis. Det finns en tredje, mer avlägsen följeslagare med en vinkelseparation av omkring 1 bågsekund som kan cirkulera runt det inre paret med en omloppsperiod på cirka 64 år.
Paret som delar den inre banan, Epsilon Lupi Aa och Epsilon Lupi Ab, har uppskattade massor av 13,24 respektive 11,46 gånger solens massa. Den mer avlägsna följeslagaren, Epsilon Lupi B, har en massa av cirka 7,64 gånger solens. Systemets kombinerade spektralklass är B2 IV-V, medan de enskilda komponenterna kan ha spektralklasser av B3 IV, B3 V och A5 V, i enlighet med minskande massa. Det inre Aa-paret verkar ha sin rotation synkroniserad med dess bana, så att samma sida av respektive stjärna alltid är vänd till dess partner. Döljeslagaren Epsilon Lupi a visar regelbunden variation i magnitud av den typ som uppträder hos Beta Cephei-variabler, med en period av 10,36 cykler per dygn.